# Arnoldo Wald Filho
Arnoldo Wald Filho (Rio de Janeiro, 13 de dezembro de 1963) é um advogado brasileiro, administrador dos processos de recuperação judicial da companhia de telefonia Oi, encerrado em dezembro de 2022, e da mineradora Samarco. O juiz Fernando Viana, da 7ª Vara Empresarial do Rio de Janeiro, responsável pelo caso do Grupo Oi, afirmou em sua sentença de encerramento que o processo foi “o mais impactante e relevante processo de recuperação judicial do judiciário brasileiro, e um dos casos mais complexos do mundo jurídico contemporâneo”.
Entre os casos em que atuou que tiveram ampla repercussão na mídia está a discussão da defasagem econômica das tarifas das companhias aéreas decorrente do tabelamento de preços praticado pelo governo, em que representa as empresas LATAM (antiga TAM), Transbrasil, Varig e VASP. O caso da Superintendência Nacional da Marinha Mercante (SUNAMAM), em que atuou para diversos estaleiros nacionais no episódio que culminou em importantes mudanças no financiamento da indústria naval brasileira. E a discussão do impacto dos planos econômicos implementados entre 1987 e 1991 sobre os rendimentos de correntistas brasileiros, em que representou as federações dos bancos. Em 2020, o Supremo Tribunal Federal aprovou a ampliação do prazo para a adesão ao Acordo de Planos Econômicos. No julgamento, o ministro Ricardo Lewandowski afirmou que o tema representava “o maior caso de litigiosidade repetitiva de que se tem notícia na história do Poder Judiciário nacional”.

## Vida pessoal
É filho do advogado e professor Arnoldo Wald, reconhecido como um dos mais influentes juristas e acadêmicos brasileiros. Foi casado com a psicóloga, empresária e filantropa Tânia Loeb Wald, fundadora da empresa Vizcaya Cosméticos, de 2002 a 2021, e é pai de Raul Loeb Wald.
Desde 2015, é cônsul honorário de Mônaco no Brasil. Ele é também membro do Conselho Consultivo de Relações Internacionais do Governo do Estado de São Paulo e membro do conselho diretor da Brazilian-American Chamber of Commerce em Nova Iorque.

## Carreira
Wald Filho teve participação na ampliação da aplicação da arbitragem, mediação e outros meios alternativos de resolução de conflitos no Brasil e atualmente é presidente da Comissão Especial de Mediação e Conciliação do Conselho Federal da Ordem dos Advogados do Brasil (OAB), além de presidir o Centro de Mediação e Arbitragem da Câmara Portuguesa de Comércio no Brasil. Faz parte do corpo de árbitros da Câmara de Arbitragem e Mediação da Federação das Indústrias do Estado de São Paulo (Fiesp) e da Câmara de Arbitragem e Mediação da Fundação Getúlio Vargas (FGV).
Desde dezembro de 2022 faz parte do Conselho Fiscal da Sociedade Beneficente Israelita Brasileira Albert Einstein e em 2023 passou a integrar o recém-criado Conselho Temático de Assuntos Jurídicos da Confederação Nacional da Indústria (CNI), órgão presidido pelo ministro do Supremo Tribunal Federal, Ricardo Lewandowski. Desde junho de 2023, ocupa também a posição de presidente da Fundação do Príncipe Albert II na América Latina.
É atualmente presidente da Comissão Recuperação Judicial e Falência da OAB-SP e atuou também como presidente da Comissão Especial de Estudos da Nova Lei de Falências (2017 e 2018), presidente da Comissão de Relações Internacionais (2013 a 2015), presidente da Comissão de Relações Institucionais (2010 a 2012), e presidente da Comissão de Mediação e Arbitragem (2008), na mesma instituição. Foi Conselheiro Federal da OAB por São Paulo entre 2010 e 2019.
Formado em Direito pela Universidade Cândido Mendes em 1986, é sócio do escritório de advocacia Wald, Antunes, Vita e Blattner Advogados, fundado por Arnoldo Wald.

## Prêmios e reconhecimentos
- Medalha do Mérito Santos-Dumont (2023)[38]
- Colar da Ordem do Mérito Judiciário Militar concedido pelo Superior Tribunal Militar (2012)[39]
- Reconhecido pelas publicações internacionais The Legal 500, WWL e Latin Lawyer, entre outras.[40][41][42][43][37]